# Der kleine Mann und die kleine Miss
Der kleine Mann und die kleine Miss ist der Titel eines Kinderbuchs von Erich Kästner. Das 1967 erschienene Werk ist die Fortsetzung des Kinderbuchs Der kleine Mann (1963). Der kleine Mann und die kleine Miss ist das letzte Kinderbuch des Autors.
Der kleine Mann und Der kleine Mann und die kleine Miss basieren auf Gute-Nacht-Geschichten, die Kästner seinem Sohn Thomas erzählt hat.

## Handlung
Der kleine Mann und die kleine Miss erzählt die Abenteuer des Mäxchen Pichelsteiner aus Der kleine Mann weiter. Nachdem Mäxchen als fünf Zentimeter großer Artist eines Zirkus berühmt geworden ist, soll sein Leben verfilmt werden. Der Roman berichtet von den Filmaufnahmen in Pichelstein, dem Geburtsort von Mäxchens Eltern, und von Aufnahmen im Zirkus Krone. Während der Film gedreht wird, verfolgt Kommissar Steinbeiß gemeinsam mit dem FBI die Spur von Mäxchens Entführern nach Südamerika. Allerdings entwischen ihm die Entführer und ihr Auftraggeber, der Multimillionär Lopez. 
Professor Jokus von Pokus, Mäxchens Ziehvater, und seine Verlobte, die Artistin Rosa Marzipan, versuchen inzwischen ein Familienleben zu etablieren. Dazu kaufen sie ein Haus in der Schweiz, in dessen Garten Mäxchen sein eigenes Haus in Puppenhausformat erhält. Das Glück der Familie ist perfekt, als sich nach der Erstsendung der Fernsehserie über den kleinen Mann die Pichelsteinerin Jane Simpson meldet, die vor Jahren nach Alaska ausgewandert ist. Ihre Tochter Emily ist wie Mäxchen nur fünf Zentimeter groß und wird Mäxchens Spielkameradin. Der kleine Mann hat seine kleine Miss gefunden. 

## Illustrationen
Die Illustrationen im Buch und auf dem Bucheinband stammen von Horst Lemke.
Zu Beginn von Der kleine Mann und die kleine Miss sind neun Zeichnungen eingefügt, die den Inhalt der Vorgeschichte in Der kleine Mann zusammenfassen.

### Textausgaben
- Erich Kästner: Der kleine Mann und die kleine Miss. Cecilie Dressler Verlag, Hamburg 1980, ISBN 3-7915-3018-6.

### Sekundärliteratur
- Sven Hanuschek: Erich Kästner. Rowohlt, Reinbek bei Hamburg 2004, ISBN 3-499-50640-8.
- Ute Harbusch: Vater und Sohn II: Der kleine Mann. In: Marbacher Magazin 86/1999, ISBN 3-933679-18-4, S. 84–88.